# M2 (телеканал, Венгрия)
M2 — венгерский телеканал, запущенный 7 ноября 1973 года. Вещание ведётся из Будапешта.

## История
С 2002 по 2002 год здесь транслировалась программа «Вечерний баланс». В 2002 году наземное вещание прекратилось, потому что первый спутниковый канал Венгерского телевидения стал программой 2 с недавно запущенного спутника Hotbird 3. После того, как наземный прием прекратился, его прежние земные частоты были распределены недавно запущенному RTL Klub и TV2 (в зависимости от передающей башни). Так, с октября 1997 года программа Венгерского телевидения 2 транслировалась исключительно по спутниковому или кабельному телевидению. Канал получил разрешение от ОРТТ на вещание в высоком разрешении (HD), которое началось 1 августа 2008 года. Первым событием, транслировавшимся в HD, была Олимпиада в Пекине. После Олимпийских игр цифровое наземное вещание было прервано до 23 декабря 2008 года. Именно тогда Антенна Венгрия снова начала вещание на экспериментальной основе до 28 февраля 2009 года. MTV и Antenna Hungária подписали соглашение в июне 2009 года, поэтому цифровое наземное вещание возобновилось 1 июля.

## Хронология названий канала

2002 to 2012
Since 2012

| Дата                            | Названия           |
| ------------------------------- | ------------------ |
| 7 ноября 1973 — 1 ноября 1979   | Magyar Televízió 2 |
| 2 ноября 1979 — 1 января 1989   | MTV-2              |
| 2 января 1989 — 3 апреля 1994   | TV-2               |
| 4 апреля 1994 — 19 марта 2000   | MTV 2              |
| 20 марта 2000 — 2 ноября 2002   | Magyar 2           |
| 3 ноября 2002 — настоящее время | M2                 |
| 15 марта 2015 — настоящее время | M2 Pefőfi          |

- 2002 to 2012
- Since 2012